# Un banquet pour Achille
Pour plus de détails, voir Fiche technique et Distribution.
Un banquet pour Achille (Bankett für Achilles) est une comédie dramatique est-allemande réalisée par Roland Gräf, sortie en 1975.

## Fiche technique
- Titre original : Bankett für Achilles
- Titre français : Un banquet pour Achille[2],[3]
- Réalisateur : Roland Gräf
- Scénario : Martin Stephan
- Photographie : Jürgen Lenz (de)
- Montage : Monika Schindler
- Musique : Günther Fischer (de), Gerhard Rosenfeld (de)
- Sociétés de production : Deutsche Film AG
- Pays de production :  Allemagne de l'Est
- Langue de tournage : allemand
- Format : Couleur Orwo - 35 mm
- Durée : 88 minutes (1h28)
- Genre : Comédie dramatique
- Dates de sortie :
  - Allemagne de l'Est : 20 novembre 1975
  - Hongrie : 11 août 1977

## Distribution
- Erwin Geschonneck : Achille (Achilles en VO)
- Elsa Grube-Deister (de) : Marga
- Gert Gütschow (de) : Walura
- Jutta Wachowiak (de) : Ursel
- Fred Delmare : Kanarienvogel
- Ute Lubosch (de) : Beate
- Carl Heinz Choynski (de) : Bahre
- Dieter Franke (de) : le petit fermier
- Christa Löser (de) : Mme Röder
- Horst Lebinsky (de) : Rogalla
- Wolfgang Winkler (de) : Baumann
- Fred-Arthur Geppert (de) : la paysan
- Walter Bechstein (de) : Wollschläger
- Walter Lendrich (de) : le jardinier
- Hermann Beyer : Dr Huhn
- Günter Rüger (de) : Wiesner
- Gudrun Ritter (de) : Mme Bäuerlein
- Karl Thiele (de) : Kurt
- Lothar Tarelkin (de) : Klaus